# Rob Hollink
Pour les articles homonymes, voir Hollink.
Rob Hollink (né le 27 mars 1962 à Enschede) est un joueur de poker professionnel néerlandais.
Hollink s'est souvent bien placé dans les championnats du monde de poker WSOP, au cours desquels il totalise à ce jour 25 places payées à son actif. Sa plus grande victoire date de mars 2005, quand il a remporté la première édition de l'European Poker Tour Grand Final à Monte-Carlo, soit 635 000 €. C'est essentiellement grâce à ce titre qu'il a acquis sa célébrité.
Fin 2018, Hollink avait cumulé au cours de sa carrière de joueur de poker plus de 3 540 000 $ de gains.